# Palazzo Madama e Casaforte degli Acaja
(Guido Gozzano, L'Altare del Passato, La casa dei secoli)
Palazzo Madama e Casaforte degli Acaja sono un complesso architettonico e storico situato nella centrale Piazza Castello a Torino. È patrimonio mondiale dell'umanità UNESCO, come parte del sito seriale Residenze Sabaude. Nel palazzo ha sede il Museo Civico d'Arte Antica.
Si tratta di un connubio di duemila anni di Storia di Torino, da antichissima porta orientale della colonia romana di Julia Augusta Taurinorum a casaforte difensiva, quindi a Castello vero e proprio, simbolo del potere sabaudo fino almeno al XVI secolo, quando venne preferito l'attuale Palazzo Reale, come sede dei duchi di Savoia.
La parte occidentale del primo complesso medioevale, fu poi chiamato Palazzo Madama perché fu dapprima abitato da Madama Cristina di Borbone-Francia, detta la "prima Madama Reale", nel periodo 1620-1663 circa, quindi da Maria Giovanna Battista di Savoia-Nemours, detta la "seconda Madama Reale", nel periodo 1666-1724. Fu per quest'ultima che l'attuale facciata fu disegnata, nel 1716-1718, dall'architetto di corte Filippo Juvarra.

## Storia

### Da Porta romana a Casa-forte

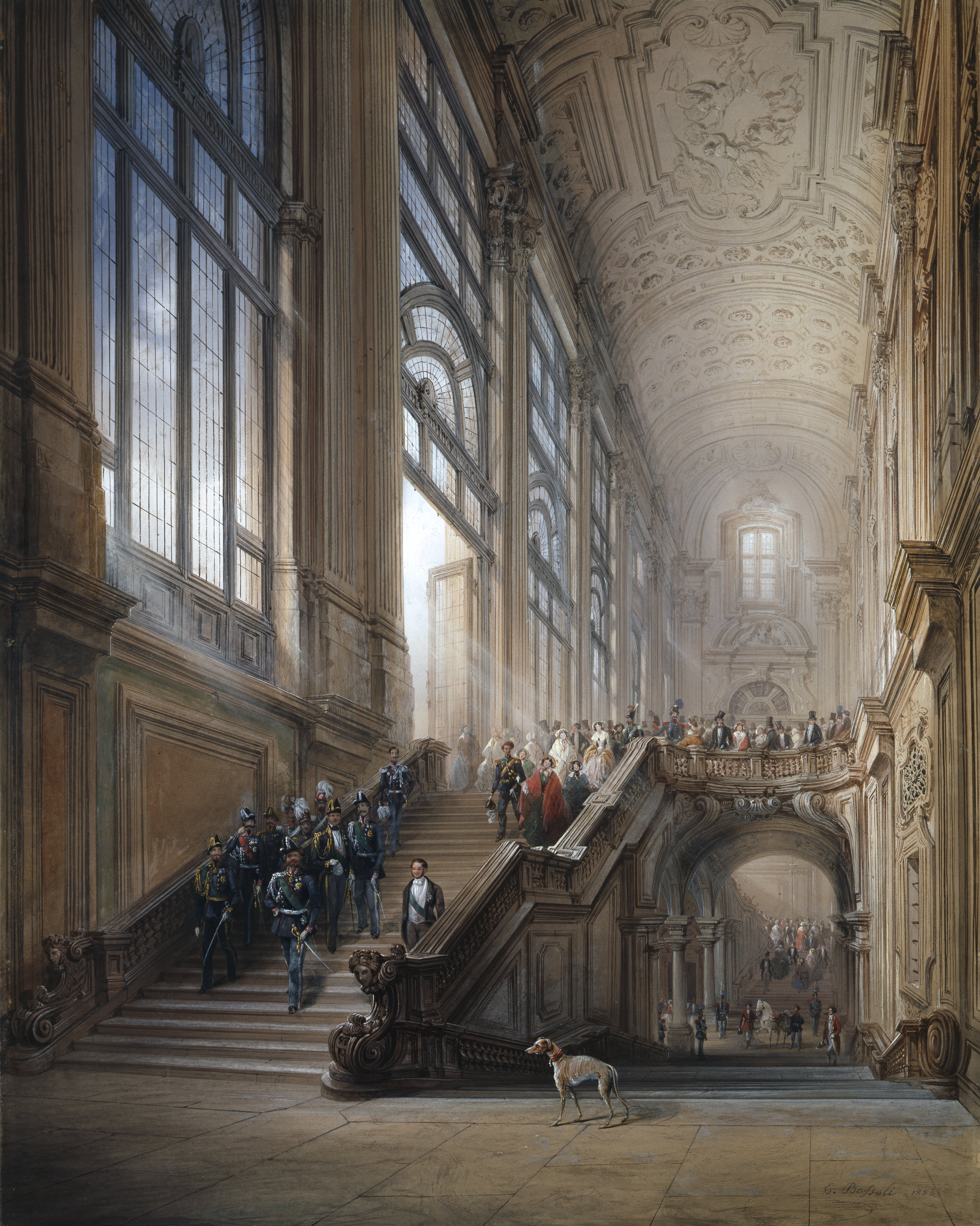
Carlo Bossoli, Lo scalone di Palazzo Madama: Re Vittorio Emanuele II, Cavour, i Ministri e la Corte lo discendono dopo l'inaugurazione della V Legislatura subalpina, 1853

Sito nel cuore di Torino, in quello che doveva essere il castrum Quadrilatero Romano, il complesso sorge su quella che, al tempo dell'antica colonia romana di Julia Augusta Taurinorum, era chiamata la Porta Praetoria (per altri storici era invece la Porta Decumana), dalla quale si accedeva al Decumano Massimo entrando dalla parte orientale. Qui infatti si aveva accesso alla città dal lato del Po, che andava, per la sua strategica posizione, difeso accuratamente; dopo la caduta dell'Impero romano d'Occidente, la porta venne trasformata in una fortezza, atta alla difesa cittadina, vista l'ovvia importanza di tale via di comunicazione, anche se mantenne l'originaria funzione di varco con l'apertura nell'antico muro romano. Già nel IX secolo si attesta il nome di un secondo varco, chiamato Fibellona, di etimo incerto.

La primitiva fortificazione passò quindi ai marchesi di Monferrato nel XIII secolo, e questo fu il luogo dove, con buona probabilità, venne siglato il trattato tra Guglielmo V del Monferrato e Tommaso III di Savoia che prevedeva la liberazione del primo e la cessione di Torino dagli Aleramici ai Savoia. Era il 1280.
Passarono i secoli e la fortificazione di Porta Decumana passò in proprietà dei Savoia-Acaja (ramo cadetto dei Savoia) che nella prima metà del XIV secolo lo ingrandirono a castello: ciò avvenne per naturale discendenza dinastica, da Tommaso III a Filippo I, principe di Savoia e signore di Acaja, che da allora esercitò su Torino potere effettivo, facendo di questa casaforte il suo centro del potere.
Un secolo dopo è sempre un Acaja, Lodovico, a rimaneggiare il castello, facendogli assumere la forma quadrata con corte e portico, quattro torri cilindriche angolari, ancora oggi in parte riconoscibile su tre lati. L'estinzione del ramo d'Acaja vide il castello diventare una residenza per gli ospiti dei Savoia.

### Residenza secondaria
Sia per la lontananza dalla vera capitale della contea e del ducato, Chambéry, sia per la sua posizione marginale anche nei domini piemontesi, il Castello degli Acaja ebbe un ruolo di secondaria importanza nel succedersi degli anni tra il XV e il XVI secolo. Designato quale residenza temporanea del duca nel corso dei suoi viaggi a Torino, fu alloggiato prevalentemente dagli ospiti di Casa Savoia: tra di essi, spicca la figura di Carlo VIII di Francia, che qui ebbe dimora il 4 settembre 1494, in occasione della sua discesa verso il Regno di Napoli.
Vi scelse poi dimora stabile la reggente Bianca di Monferrato, moglie di Carlo I di Savoia, durante il periodo di residenza torinese in occasione della minore età dell'unico figlio avuto dal marito, Carlo Giovanni Amedeo, morto poi prematuramente. Quando Carlo VIII giunse a Torino, Bianca, che allora abitava le stanze del palazzo, cedette i suoi appartamenti al re di Francia, ritirandosi nelle sale del palazzo vescovile (era allora vescovo Domenico della Rovere): nel 1497, al fine di rendere più agevoli gli spostamenti col futuro Palazzo Reale, venne creato un collegamento tra i due edifici tramite una galleria, oggi in fase di recupero.

### Corte dei Savoia
Fu abitato per breve periodo da Emanuele Filiberto di Savoia, che ne voleva fare la residenza dei duchi dopo aver spostato la capitale da Chambéry a Torino. Ritenendo però il futuro Palazzo Reale più idoneo alla sua figura, riportò il Palazzo Madama alla sua vecchia funzione di edificio per gli ospiti. Dal 1578, comunque, (in occasione di matrimoni importanti o di festività solenni) i Savoia esposero da Palazzo Madama il Sacro Lino.
Sede di membri della famiglia reale, non del diretto ramo dinastico, fu anche sede di spettacoli e di rappresentazioni, atti a celebrare grandi eventi quali, ad esempio, matrimoni: è il caso delle feste per le nozze di Carlo Emanuele I di Savoia, nel 1585, quando venne messo in scena Il pastor fido di Giovanni Battista Guarini.
L'anno 1637 è una pietra miliare nella storia di Palazzo Madama: la reggente del duca Carlo Emanuele II di Savoia, Maria Cristina di Borbone-Francia, volendo sottrarsi all'aria pesante della corte, lo elegge come sua residenza. Non appena insediata, commissiona importanti lavori ristrutturali, come la copertura della corte (che ancora oggi si eleva un piano al di sopra del resto della costruzione) e l'ammodernamento degli appartamenti interni.
Sessant'anni più tardi, un'altra donna forte di casa Savoia, Maria Giovanna Battista di Savoia-Nemours (reggente di Vittorio Amedeo II di Savoia) abiterà questo palazzo e a lei si deve l'aspetto attuale e parte del nome del palazzo stesso, sede delle reggenze di due "Madame Reali".
Le tracce dell'antico castello medioevale dovevano venir cancellate o, almeno, nascoste: così, per esempio, venne rimosso l'antico ponte levatoio, ancora presente fino al 1686, dal lato ovest. Vennero chiamati ai lavori di restauro Carlo e Amedeo di Castellamonte, assieme al pittore Guglielmo Caccia.
Filippo Juvarra progettò per la reggente un magnifico palazzo barocco in pietra bianca. Il progetto però non fu mai concluso - come capitò spesso nella storia dei palazzi dei Savoia - e dopo il completamento dell'avancorpo nel 1721 non si fece altro.
Basta comunque questo scenografico ingresso per ammirare il grandioso progetto juvarriano: sopra un piano a bugnato si eleva alto un corpo con grandi finestroni scandito da colonne e lesene d'ordine composito che sorreggono una trabeazione scolpita sormontata da un'elegante balaustra decorata con vasi e statue anch'esse di marmo bianco.
L'interno contrappone invece una leggerezza quasi arcadica data soprattutto dalla luce che penetra dai tre lati finestrati e presenta quattro colonne centrali che sorreggono la volta della scala monumentale che porta al piano superiore. I finestroni, oltre a dare grande luminosità allo scalone d'ingresso, permettevano al popolo antistante al palazzo di partecipare visivamente alle grandi feste barocche.
La maschera barocca non nasconde l'antico castello medioevale ma gli dona importanza e ufficialità, quale simbolo di potere. Dalla morte dell'ultima Madama Reale, che s'innamorò di esso, subì pesanti rimaneggiamenti dovuti ai diversi usi che se ne fece, da commissariato di polizia a sede del governo provvisorio francese nelle campagne napoleoniche.

### Epoca moderna
Il ritorno dei Savoia, a Torino e nel Piemonte, permise una nuova vita al palazzo: sede dei Comandi Militari, il luogo venne adibito a osservatorio astronomico dal 1822 e ancora per gran parte del secolo si poté osservare, sulla sommità dell'edificio, una curiosa cupoletta per le osservazioni scientifiche: essa venne poi spostata successivamente in collina.
Carlo Alberto riconsiderò l'edificio, facendolo sede della Pinacoteca Regia (poi Galleria Sabauda), dal 1832 (fino al 1865) e successivamente anche del Senato Subalpino dal 1848 (fino al trasferimento a Firenze in seguito alla Convenzione di settembre nel 1865), e quindi della Corte di cassazione: il Senato venne inaugurato l'8 maggio 1848, mentre il re era in guerra contro l'Austria; l'ultima seduta è datata 9 dicembre 1864. L'aula, fino al 1927 ancora integra, venne poi demolita a seguito di lavori interni all'edificio.

Logo del Museo civico d'arte antica

Il 6 maggio 1949 si svolsero i funerali del Grande Torino. Le salme furono esposte proprio a Palazzo Madama, per poi venir trasportate fuori, in corteo, tra la folla formata da 500.000 persone radunatesi per dare l'estremo saluto ad una delle compagini calcistiche più forti di tutti i tempi.
Verso la fine di quel secolo iniziò l'interesse per la storia del Palazzo, scavando le fondamenta e ritrovando tracce nelle architetture di costruzioni e versioni precedenti.
Diventato sede del Museo civico d'arte antica nel 1934, il castello ha visto nel corso del Novecento lo svolgersi di numerosi restauri e ripristini, che si sono conclusi alla fine del 2006 restituendo alla città un importante "documento" dei duemila anni della sua storia.
Dal 2007 il museo ospita importanti opere d'arte (sculture antiche, una pinacoteca ed una vasta raccolta di porcellane).
Nel 2010 la facciata juvarriana è stata oggetto di un impegnativo restauro, mentre i giardini attorno alla casaforte sono stati riorganizzati ospitando specie botaniche risalenti al periodo medievale. Inoltre, grazie a un finanziamento della Fondazione CRT, si è provveduto al recupero della Sala del Senato Subalpino, la cui inaugurazione è avvenuta il 18 marzo 2011, alla presenza del Presidente della Repubblica Giorgio Napolitano, nell'ampio contesto delle celebrazioni per il 150º anniversario dell'Unità d'Italia.
Nel 2014 è stato approvato il passaggio di proprietà di Palazzo Madama dallo Stato italiano alla Città di Torino, perfezionatosi poi nel 2016.

## Galleria d'immagini
| - I resti della porta romana, sulla quale sorge il palazzo - L'imponente scalinata progettata da Filippo Juvarra - Retro dell'edificio con la Casaforte (o Castello) degli Acaja - Soffitto della sala delle 4 stagioni - Immagine di una sala di Palazzo Madama - Altra stanza decorata del palazzo - Illuminazione di Palazzo Madama progettata nel 1961 nell'ambito delle manifestazioni per il centenario dell'Unità d'Italia - Palazzo Madama in una fotografia di Mario Gabinio 1935 ca.; stampa alla gelatina bromuro d'argento - Palazzo Madama nel 1933 |